# Euroschinus rubromarginatus
Euroschinus rubromarginatus är en sumakväxtart som beskrevs av E. G. Baker. Euroschinus rubromarginatus ingår i släktet Euroschinus och familjen sumakväxter. Inga underarter finns listade i Catalogue of Life.